# Università di Leeds
L'Università di Leeds (inglese University of Leeds) è un'università pubblica del Regno Unito che si trova a Leeds, nel West Yorkshire.
Fondata nel 1831, in origine si chiamava Yorkshire College of Science e successivamente Yorkshire College. Incorporò la Leeds School of Medicine (Scuola di Leeds di Medicina)  e fece parte della federal Victoria University insieme all'Owens College (che divenne università di Manchester) e all'University College Liverpool (diventato poi Università di Liverpool).
L'Università è uno dei membri fondatori del prestigioso Russel Group -  gruppo di università leader nella ricerca in UK - del N8 Group per la ricerca, del Worldwide Universities Network, dell'Association of Commonwealth Universities, del White Rose University Consortium e dell'European University Association. Nel 2017 è stata eletta Università dell'anno dal The Times e dal The Sunday Times' Good University Guide. A livello Internazionale essa si posizione 32ª in Europa e 101ª nel mondo. La Leeds University Business School ha ottenuto la "Triple Crown accreditation" da varie associazioni di business, che l'hanno piazzata al top 1% di tutte le business school del mondo.
L'università conta più di 31,790 studenti ed è la settima più grande del Regno Unito. Tra gli alunni celebri si ritrovano l'ex Segretario di Stato Jack Straw, l'ex co-presidente del Partito Conservatore Sayeeda Warsi e sei Premi Nobel.

## Campus
Il campus si estende per 498 acri di terreno ed è situato a un miglio dal centro della città di Leeds. All'interno della zona universitaria possono trovare edifici in stile postmoderno, art deco e gotico che rendono il campus uno dei più variegati a livello architettonico. Dal 2008 sono stati investiti £300 milioni per l'espansione e la trasformazione del campus. Tale investimento è stato il più grande progetto mai presentato per un'università inglese